# Championnat d'Italie de football de deuxième division 1989-1990
Navigation
Édition précédente Édition suivante
La saison 1989-1990 de Serie B, organisée par la Lega Calcio pour la quarante-quatrième fois, est la 58e édition du championnat de deuxième division en Italie. Les quatre premiers sont promus directement en Serie A et les quatre derniers sont relégués en Serie C.
À l'issue de la saison, le Torino FC termine à la première place et monte en Serie A 1990-1991 (1re division), accompagné par le vice-champion Pise SC, le troisième Cagliari Calcio et le quatrième Parme AC.

## Compétition
Le classement est établi sur le barème de points suivant :
- Victoire : 2 points
- Match nul : 1 points
- Défaite, forfait ou abandon du match : 0 point

### Classement
| Rang | Équipe            | Pts | J  | G  | N  | P  | Bp | Bc | Diff |
| ---- | ----------------- | --- | -- | -- | -- | -- | -- | -- | ---- |
| 1    | Torino FC R       | 53  | 38 | 19 | 15 | 4  | 63 | 24 | +39  |
| 2    | Pise SC R         | 51  | 38 | 16 | 19 | 3  | 51 | 23 | +28  |
| 3    | Cagliari Calcio P | 47  | 38 | 17 | 13 | 8  | 39 | 22 | +17  |
| 4    | Parme AC          | 46  | 38 | 16 | 14 | 8  | 49 | 30 | +19  |
| 5    | Ancona Calcio     | 43  | 38 | 13 | 17 | 8  | 46 | 34 | +12  |
| 6    | Reggina Calcio    | 42  | 38 | 13 | 16 | 9  | 32 | 27 | +5   |
| 7    | AC Reggiana P     | 40  | 38 | 11 | 18 | 9  | 33 | 31 | +2   |
| 8    | US Foggia P       | 39  | 38 | 15 | 9  | 14 | 45 | 38 | +7   |
| 9    | Pescara Calcio R  | 39  | 38 | 14 | 11 | 13 | 34 | 39 | -5   |
| 10   | Brescia Calcio    | 37  | 38 | 10 | 17 | 11 | 31 | 34 | -3   |
| 11   | Calcio Padoue     | 37  | 38 | 12 | 13 | 13 | 26 | 33 | -7   |
| 12   | US Avellino       | 35  | 38 | 12 | 11 | 15 | 33 | 35 | -2   |
| 13   | US Triestina P    | 35  | 38 | 9  | 17 | 12 | 33 | 41 | -8   |
| 14   | Cosenza Calcio    | 34  | 38 | 9  | 16 | 13 | 27 | 40 | -13  |
| 15   | Barletta          | 34  | 38 | 9  | 16 | 13 | 24 | 37 | -13  |
| 16   | ACR Messine       | 34  | 38 | 11 | 12 | 15 | 28 | 44 | -16  |
| 17   | Calcio Monza      | 34  | 38 | 11 | 12 | 15 | 26 | 37 | -11  |
| 18   | Licata            | 28  | 38 | 6  | 16 | 16 | 22 | 38 | -16  |
| 19   | Côme Calcio R     | 27  | 38 | 7  | 13 | 18 | 16 | 32 | -16  |
| 20   | US Catanzaro      | 25  | 38 | 3  | 19 | 16 | 16 | 35 | -19  |

|  | Promotion en Serie A                        |
|  | Relégation en Serie C                       |
|  | P : Promu de Serie C R : Relégué de Serie A |

- En fin de saison, quatre clubs sont à égalité de points, le classement particulier sauve Barletta et Cosenza Calcio. Messine  et Monza se rencontrent sur un seul match, Messine l'emporte 1 à 0 et reste en Serie B, Monza est relégué.